# Lenguas pama-ñunganas centrales
Las Lenguas pama-ñunganas centrales forman una de las cuatro ramas de las lenguas pama-ñunganas.

## Cladograma
- Arándicas
  - Kaytetye
  - Pertame
  - Arrernte:Alto arrernte, Bajo arrernte
- Thura-Yura: Wirangu, Nauo, Adnyamathanha–Kuyani, Barngarla, Narangga, Kaurna, Nukunu, Ngadjuri
- Kárnico: Arabana, Wangganguru, Pitta Pitta, Wangka-Yutjurru, Wanggamala, Yandruwandha, Yawarawarga, Mithaka, Diyari, Yarluyandi–Ngamini, Río Wilson, Bundhamara
- Yarli
- Paakantyi
- Kalali

## Comparación léxica
Los numerales en las diversas lenguas pama-ñunganas centrales son:
| GLOSA | PROTO- ARÁNDICO | PROTO- THURA-YURA | PROTO- KÁRNICO   | PROTO- PM CENTRAL |
| ----- | --------------- | ----------------- | ---------------- | ----------------- |
| '1'   | *a-ɲente        | *kuma             | *kuna            | *                 |
| '2'   | *a-t̪erre        | *puLa             | *parku- / *bula- | *                 |
| '3'   | *(a-)rrpwetʲe   | *                 | *2+1             | *                 |
| '4'   | *akŋerr / *2+2  | *                 | *2+2             | *                 |
| '5'   | *2+3            | *                 | *                | *                 |
| '6'   |                 |                   |                  |                   |

- Datos: Q111445948